# 3-й Джорджианский пехотный полк
3-й Джорджианский добровольческий пехотный полк (3rd Georgia Infantry) — пехотный полк, набранный в штате Джорджия во время Гражданской войны в США. Он сражался в основном в составе Северовирджинской армии.

## Формирование
Полк был сформирован в конце апреля 1861 года в Огасте, Джорджия. Он был сразу же отправлен в вирджинский Портсмут, где 8 мая были выбраны офицеры полка. Первым командиром стал полковник Эмброуз Райт, подполковником Джеймс Рейд, майором Артур Ли. 3-й Джорджианский стал первым полком, покинувшим штат Джорджия.

## Боевой путь
19-20 мая полк перебрасывался в Саффолк, где ожидался рейд федерального отряда. 5 августа рота I была выведена из состава полка и превратилась в артиллерийскую батарею (Blodgett’s Battery of Georgia Light Artillery). 28 августа полковник Райт с 4-мя ротами был отправлен на остров Гаттераса, но уже в пути узнал, что остров оккупирован противником, поэтому он занял остров Роанок, чтобы прикрывать портсмутское направление. В те же дни в состав полка вошла новая рота I. В сентябре к полку присоединились остальные роты, и на западном берегу острова Роанок был основан лагерь Кэмп-Джорджия.
27 сентября от болезни скончался капитан Исаак Винсент.
С 4 по 7 октября полк сражался с федеральным отрядом у Чикимаконико, отбросив его с позиции и захватив несколько пленных и много военного снаряжения. В ходе этих боёв полк потерял одного человека. В декабре полк вернули в Портсмут, и на окраине города у верфей был построен лагерь Кэмп-Бланчард. Позже, 1 января, лагерь был перенесён на милю вверх по реке. 12 февраля стало известно, что федеральный отряд занял позиции у Саус-Милс; полк прибыл в Элизабет-Сити. 12 апреля на позиции у Саус-Майлз полк был атакован федеральной бригадой Джессе Рено. Полку пришлось отступить, но северяне не стали их преследовать и сами покинули поле боя. В сражении при Саус-Майлз полк потерял 5 человек убитыми, 12 ранеными и 3 пропавшими без вести из 350 человек, задействованных в бою.